# Monhoplichthys
Monhoplichthys is een monotypisch geslacht van straalvinnige vissen uit de familie van hoplichthyden (Hoplichthyidae).

## Soort
- Monhoplichthys prosemion Fowler, 1938